# مارغريت موسر
مارغريت موسر (بالإنجليزية: Margaret Moser)‏ هي صحفية أمريكية، ولدت في 16 مايو 1954 في شيكاغو في الولايات المتحدة، وتوفيت في 25 أغسطس 2017 في سان أنطونيو في الولايات المتحدة بسبب سرطان القولون.